# Sześcio-ośmiościan rombowy wielki

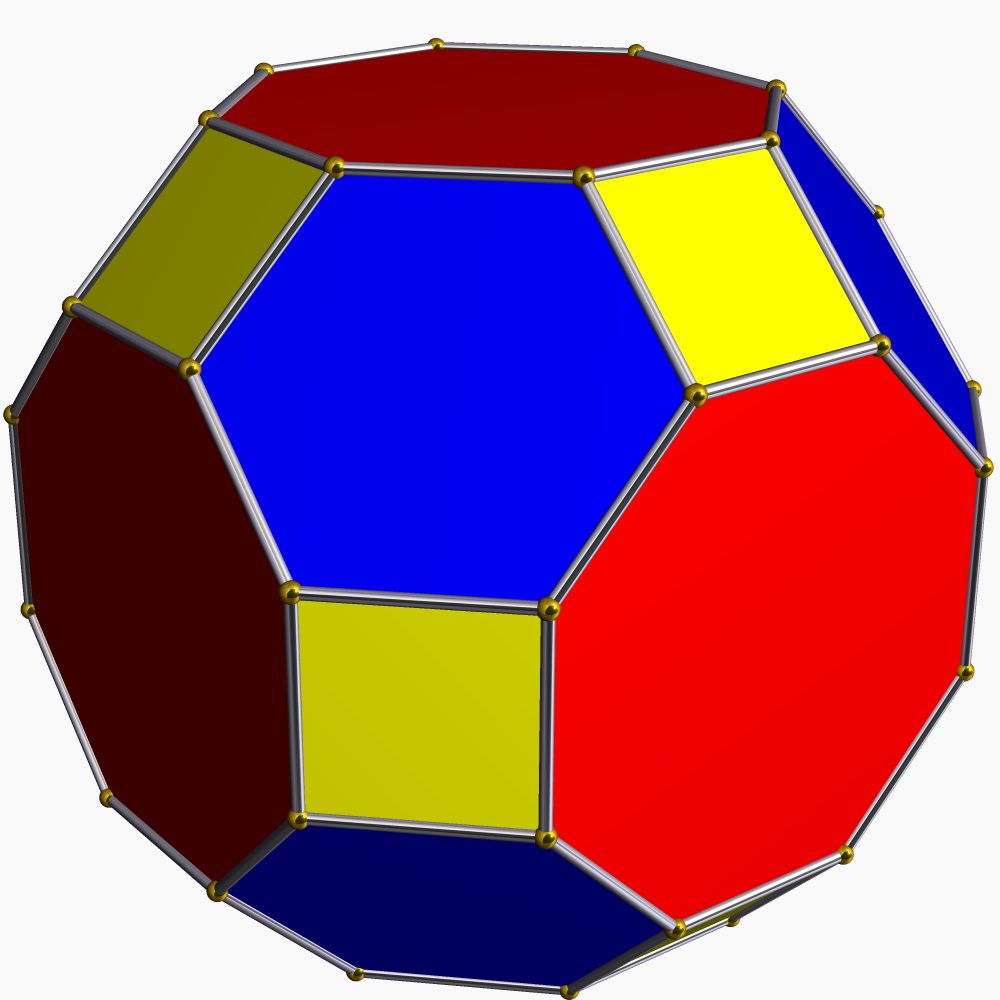
Sześcio-ośmiościan rombowy wielki

Sześcio-ośmiościan rombowy wielki

Przykładowa siatka sześcio-ośmiościanu rombowego wielkiego

Sześcio-ośmiościan rombowy wielki – wielościan półforemny, jego powierzchnia składa się z 26 ścian w tym 12 kwadratów, 8 sześciokątów foremnych i 6 ośmiokątów foremnych.
Ma on 48 wierzchołków, 72 krawędzie.